# Siri Eftedal
Siri Eftedal Seland (* 22. Mai 1966 in Skien, Norwegen) ist eine ehemalige norwegische Handballspielerin, die für die norwegische Nationalmannschaft auflief.

## Karriere
Eftedal spielte während ihrer Karriere überwiegend bei Gjerpen IF und lief weiterhin für Larvik Turn auf. Mit Gjerpen IF gewann sie die Norgesmesterskap, den norwegischen Pokalwettbewerb. Mit 168 Treffern in der Saison 1990/91 sowie 189 Treffern in der Saison 1991/92 wurde sie jeweils Torschützenkönigin der höchsten norwegischen Spielklasse. Nach dem Finale des EHF-City-Cups 1995/96 beendete sie ihre Karriere. Im Jahr 1999 gab sie ein kurzes Comeback bei Bækkelagets SK.
Eftedal bestritt zwischen 1984 und 1994 insgesamt 110 Länderspiele für die norwegische Nationalmannschaft, in denen sie 258 Tore erzielte. Bei den Olympischen Spielen 1992 gewann sie die Silbermedaille. Im Halbfinalspiel erzielte sie eine Sekunde vor dem Abpfiff den spielentscheidenden Treffer zum 24:23-Erfolg gegen die Gemeinschaft Unabhängiger Staaten. Bei ihren nächsten beiden Turnierteilnahmen, bei der Weltmeisterschaft 1993 und bei der Europameisterschaft 1994, konnte sie jeweils die Bronzemedaille gewinnen.
Eftedal trainierte mehrere Jahre ihre beiden Töchter, als diese im Jugendbereich aktiv waren.